# ウクライナ国立歌劇場
タラス・シェフチェンコ記念ウクライナ国立オペラ・バレエ劇場（ウクライナ語: Національний академічний театр опери та балету України імені Тараса Шевченка、英語: National Opera of Ukraine）は、ウクライナの首都キーウにある歌劇場。ウクライナ国立歌劇場管弦楽団の本拠地。

## 概要

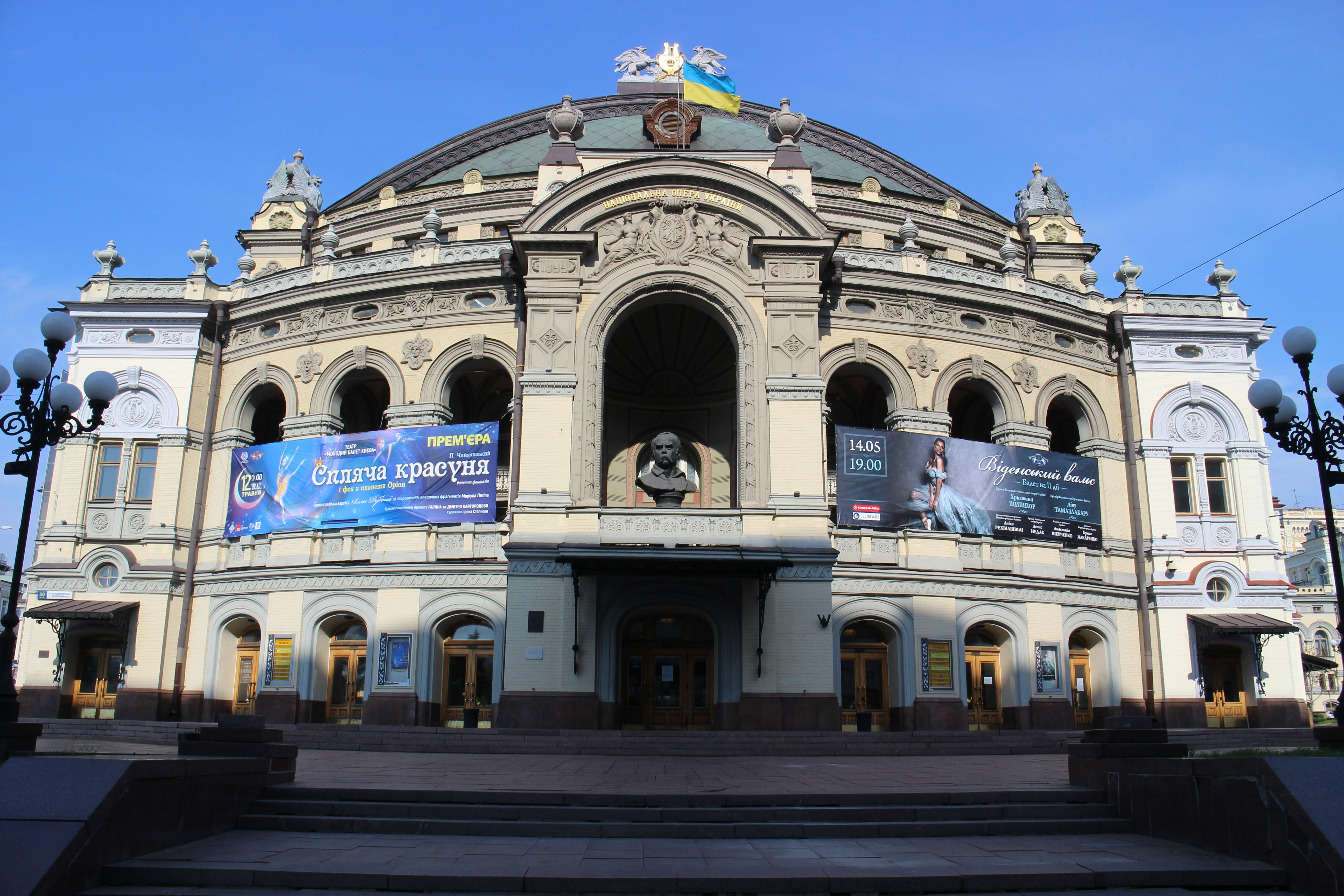
正面の外観

現在の歌劇場は1901年に完成。設計者はヴィクトル・シュレーター。
1867年にフェルディナント・ベルガー（Ferdinand Berger）が歌劇場を設立。当初は1856年建設の建物を用いていたが、1896年に火災により焼失したため、1901年にヴィクトル・シュレーターの設計によりネオルネサンス様式の現在の歌劇場が建設された。

## 歴史

### 建築初期の歴史 1867 - 20世紀
1867年の夏にフェルディナンド・バーガー（？-1875）によって建設された。バーガーは多くの才能のある歌手、音楽家、指揮者を招待することに成功し、キーウ市議会（duma）は、新しく結成された劇団に市立歌劇場（1856年に建設された建築家I.シュトロム）を公演に使用するよう提案した。正式には、劇場は市立歌劇場と名付けられましたが、最も一般的にはロシア演劇と呼ばれていた。公演の初日の1867年11月8日（10月27日旧式）は市では休日になった。アレクセイ・ヴェルストフスキーによるオペラ「アスコルドの墓」のパフォーマンス劇団のデビューだった。最初の成功は、O。Satagano-Gorchakova、F。L'vov、M。Agramovの当時の才能ある歌声だけでなく、都市の古代史のいくつかの主要なページから取られた魅惑的なプロットに起因している。

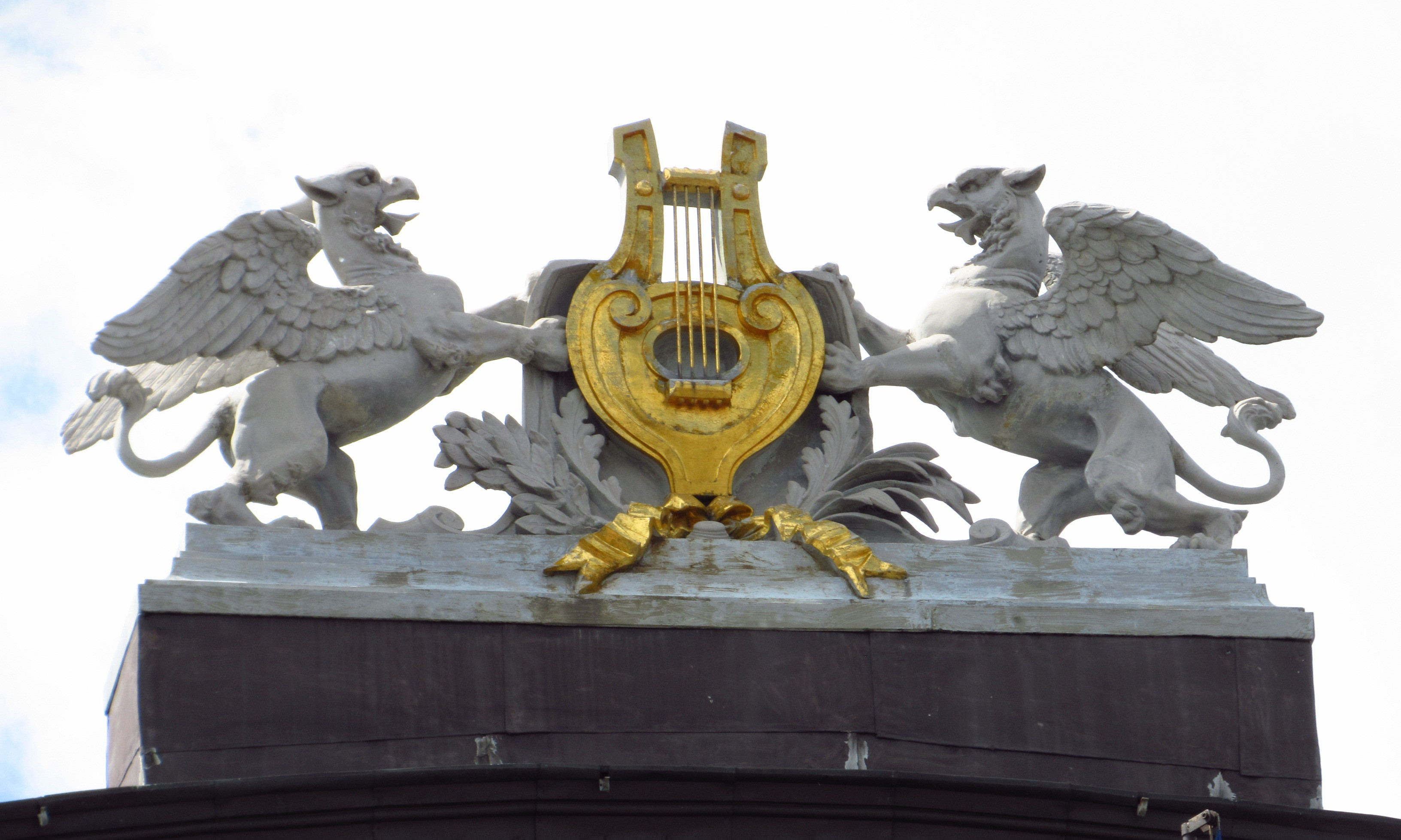
建物の上部にあるグリフィン

### 20世紀 初期
火災後、キーウ市議会はキーウの歌劇場の新しい建物を設計するための国際コンペを発表した。優勝した提案はヴィクトル・シュレーターによるものだった。外観はネオルネッサンス様式で設計され、俳優と観客の要望を考慮していました。内装は古典的なスタイルに再設計され、ウィーンモダンと呼ばれている。しかし、彼の最大の功績は舞台であると考えられている。これは、最新の技術水準に基づいて設計されたヨーロッパ最大の建築物の1つである。

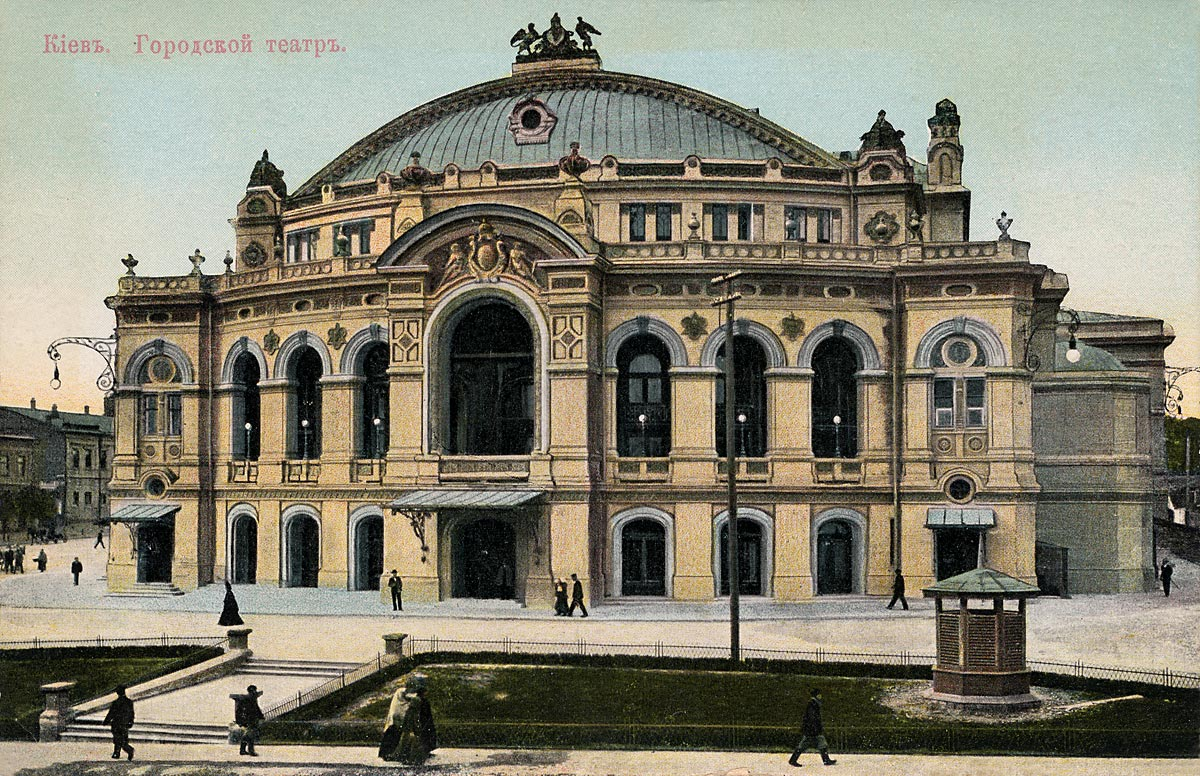
The Kyiv City Theatre in the early 1900s.

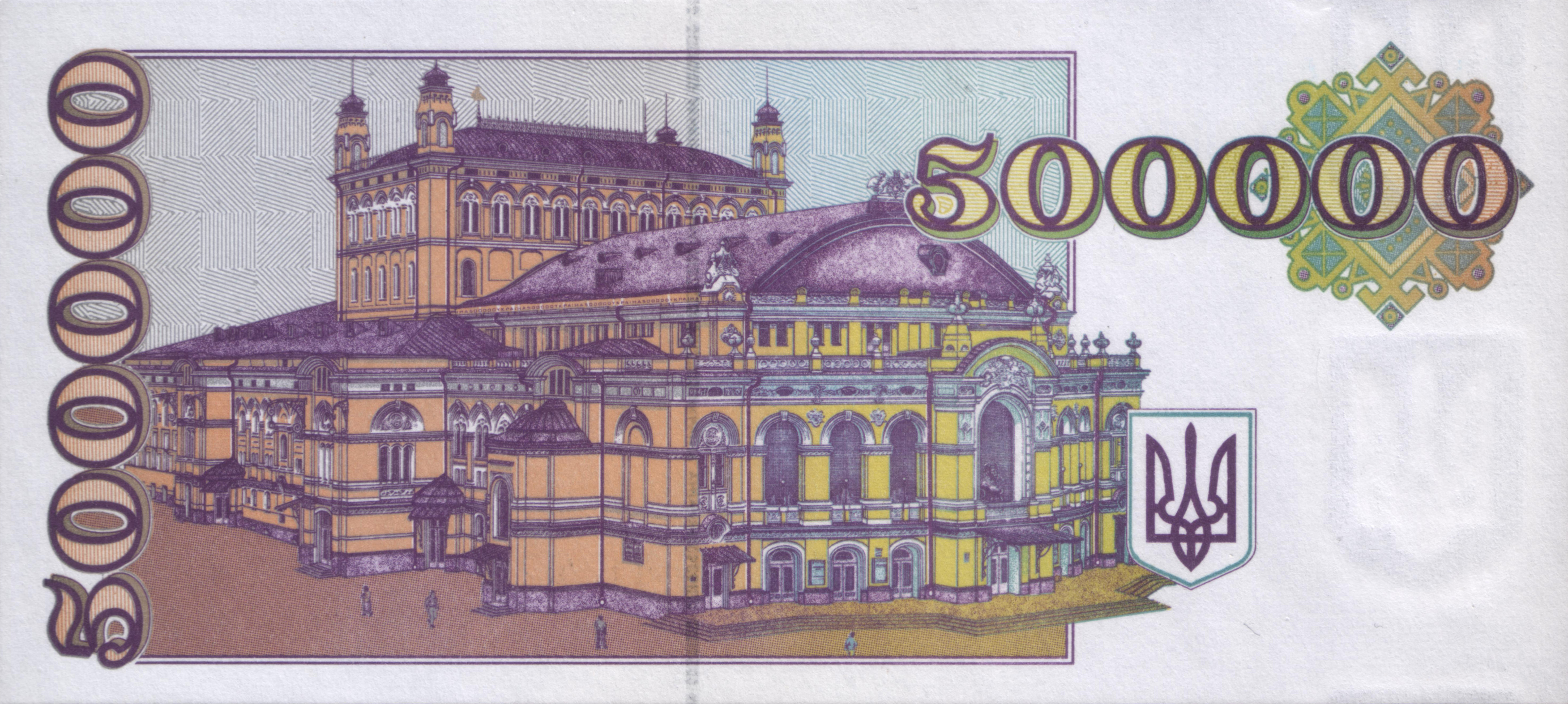
Opera depicted on Ukraine's interim banknote in 1990s.

20世紀の最初の10年間、キエフオペラ劇場は、O。Petlyash、P。Tsecevich、K。Voronets、M。Medvedev、K。Brun、O。Mosin、O。Kamionskyなどの最も優れたウクライナとロシアの歌手を魅了した。

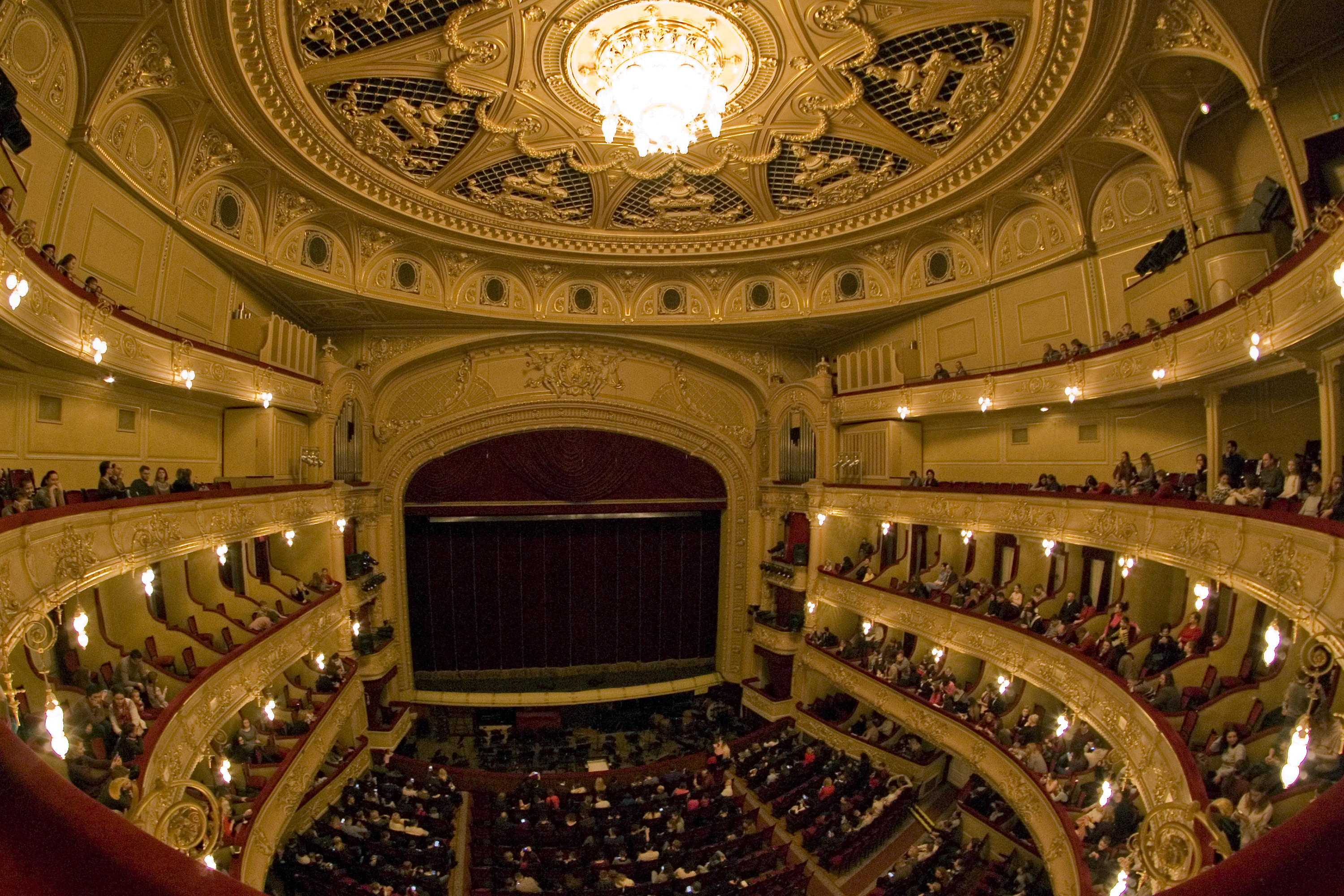
Interior of the Opera

キーウが成長し始め、第一次世界大戦が終結すると、キエフ歌劇場はソ連と世界で特別な場所を占めまた。キエフオペラ劇場は、ウクライナとロシアで最も有名な劇場の1つと見なされていた。カートアドラーは1933年から1935年まで最初の指揮者だった。
1981年、キエフ大公妃・聖オリガの生涯を題材にしたバレーの世界初演がキエフ・バレエにより、市の1500周年を記念して行われた。

## 参照項目
- ウクライナ国立オペラ・バレエ劇場（オデッサ）
- ウクライナ国立オペラ・バレエ劇場（リヴィウ）